# Гюркан, Айдын Гювен
Айдын Гювен Гюркан (10 мая 1941, Элязыг — 22 января 2006, Стамбул) — турецкий политик левоцентристского толка.

## Биография
Айдын Гюркан родился 10 мая 1941 года в Элязыге. В 1963 году он окончил факультет политических наук Анкарского университета. В 1970 году окончил докторат summa cum laude в Кёльнском университете. После возвращения в Турцию занимался преподаванием, также занимал должность декана факультета журналистики университета Гази. В 1981 году уволился с почта декана в знак протеста против создания совета по высшему образованию.

## Политическая карьера
В 1981 году по решению Совета национальной безопасности все действующие на тот момент политические партии были закрыты. В 1983 году СНБ разрешил создание новых партий, но с рядом ограничений. Айдын Гюркан вступил в народную партию, которая была создана после запрета республиканской народной партии. В результате выборов, прошедших в 1983 году, Гюркан был избран от неё в парламент.
1 июля 1985 года Айдын Гюркан был избран председателем народной партии. Народная партия какое-то время являлась основной оппозиционной партией Турции, представленной в парламенте, но в 1985 году демократическая левая партия и социал-демократическая партия, также созданные на основе запрещённой РНП, стали более популярны чем народная партия, поэтому была предпринята попытка объединения всех трёх партий. С лидером левых демократов Рахшан Эджевит договориться не удалось, но возглавлявший социал-демократов Эрдал Инёню согласился объединиться с Гюрканом. 3 ноября 1985 года на основе народной и социал-демократической партий была создана социал-демократическая народная партия (СДНП), её первым председателем был избран Гюркан, но через год его сменил Инёню.
В течение одного срока Айдын Гюркан занимал пост вице-председателя СДНП, в 1991 году был избран от неё в парламент. В 1995 году он недолгое время занимал пост министра труда. Вскоре снизил политическую активность и вскоре вышел из РНП. За исключением короткого периода членства в партии новой Турции в 2002 году, Гюркан после 1995 года не принимал заметного участия в политике.
Утром 22 января 2006 года Айдын Гюркан умер в палате интенсивной терапии госпиталя Стамбула, куда он был доставлен незадолго до этого. В течение трёх лет, предшествующих смерти, Гюркан лечился от рака желудка. За полтора года до смерти ему была сделана операция на желудке, после этого Гюркан проходил курс химиотерапии. Также за месяц до смерти он пережил сердечный приступ. У Айдына Гюркана осталась жена Серап Аксой и дочь Бурджу Гюркан.